# Ouled El Khelf
La tribu d'Ouled El Khelf (en arabe : أولاد الخلف), constitue une communauté kabyle berbérophone localisée dans le nord-ouest de la Wilaya de Sétif, en Algérie. Son principal ancrage territorial se trouve au sein de la commune de Draa Kebila, où elle demeure prédominante. Elle fait partie de l'ancien Sahel Guebli.

## Origine
La tribu d'Ouled El Khelf constitue un groupe tribal dont les origines remontent au village de Krima, situé au sein de la commune de Draa Kebila. Les racines de cette tribu s'ancrent toutefois plus profondément, puisque leur ancêtre fondateur, né à Ain Roua, trouve ses origines au sein du territoire des Ouled Khelouf, située dans la Wilaya de Bordj Bou Arreridj.

## Géographie
Le village de Krima est le principal lieu d'établissement des membres de la tribu d'Ouled El Khelf. Néanmoins, ils sont également présents dans d'autres localités avoisinantes, comme Lmarj Laasmane ou encore Ouled Ali ben Othmane, à la suite de diverses migrations.[réf. souhaitée]

## Lignée paternelle
Les membres de cette tribu tracent leur généalogie jusqu'au Cheikh Sidi Nasser Al Khaloufi (Al Khalfi) Ben Omar Al Sharif (en arabe : الشيخ سيدي ناصر الخلوفي بن عمر الشريف) qui émane de la branche chérifienne de la tribu d'Ouled Khelouf. Ils revendiquent cette filiation en tant que descendants du prophète Mahomet, en remontant leur lignée paternel jusqu'à Idris 1er.

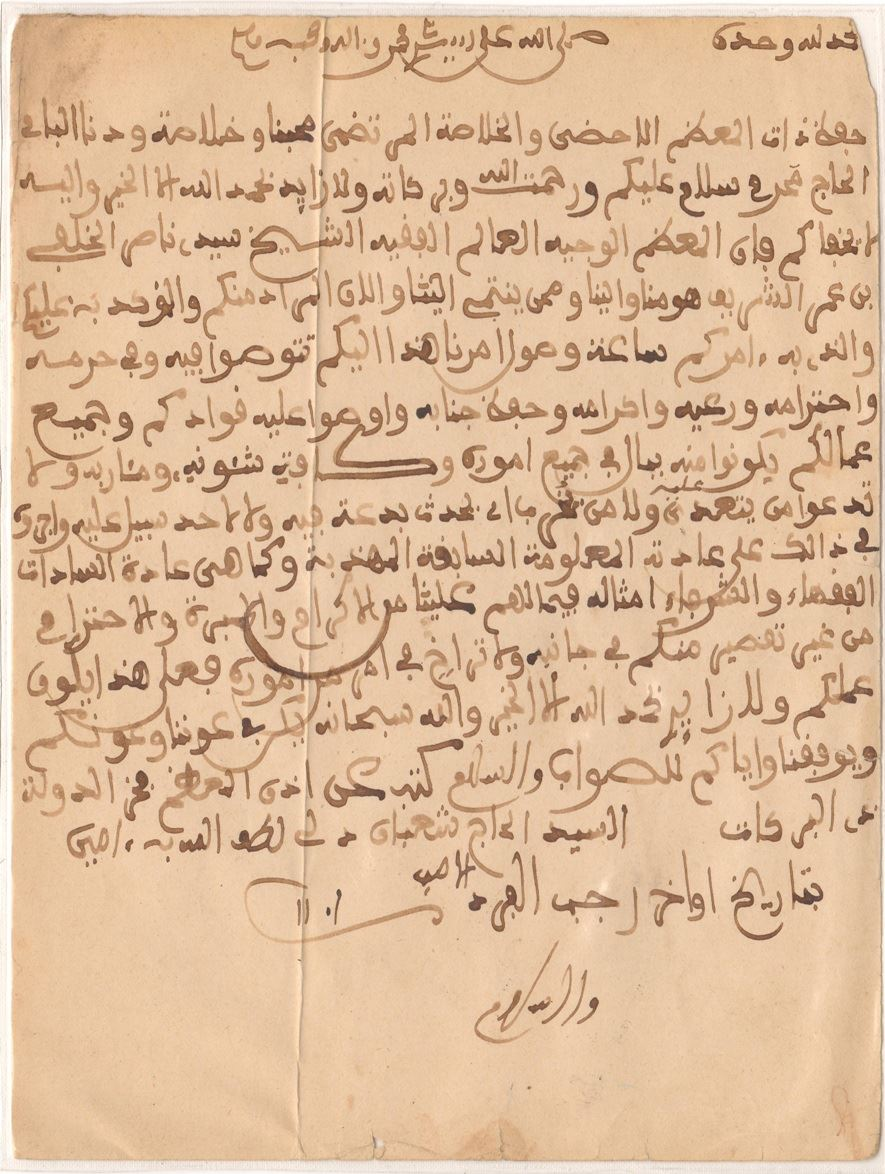
La lettre annonce la présence d'une personnalité distinguée, en l'occurrence le savant et juriste Cheikh Sidi Nacer Al Khalfi ben Omar Al Sharif.

Selon leurs traditions, les chérifs idrissides de la tribu de Ouled Khelouf seraient originaires de Seguia Al Hamra, ils se seraient installés dans la région de Bordj Bou Arreridj et se seraient identifiés à la tribu avec laquelle ils cohabitaient. Cependant, ils prétendent partager la même lignée paternelle que la tribu d'Ouled Mougadem . Ils possèdent donc le même nassab
Voici leur nassab : Mugadem ben Ali ben Saïd ben Ali ben Youssef ben Daoud ben Yahya ben Abi Bakr ben Ahmed ben Abdel Jabbar ben Abder Razzaq ben Abdel Jalil ben Mogadem ben Mohamed ben Ibrahim ben Ali ben Tamim ben Ahmed ben Idriss ben Idriss

## Étymologie
L'hypothèse la plus probable concernant l'origine du nom de la tribu est qu'il est une déformation du nom de la tribu de l'ancêtre éponyme de Ouled El Khelf (Sidi Nacer Al Khaloufi) passant donc de Khalouf à Khalf.
Il est aussi intéressant de noter que l'on trouve dans les différents documents mentionnant Sidi Nacer, deux appellations différentes le concernant (même si celles-ci se rejoignent), on peut en effet rencontrer, selon les sources, les appellations Al Khalfi et Al Khaloufi pour faire référence à cette figure.

## Histoire

### Période ottomane

#### Formation de la tribu
La tribu d'Ouled El Khelf émerge pendant la période ottomane, en partie grâce à l'action de Nacer Al Khaloufi, un érudit musulman du XVIIIᵉ siècle. Nacer Al Khaloufi rédige une fatwa qui justifie la résistance contre les Turcs ottomans en raison de leur comportement injuste à l'époque. Cela lui vaut d'être ciblé par les soldats ottomans qui le considèrent comme une menace pour leurs intérêts. Nacer Al Khaloufi est poursuivi en raison de ses convictions et de ses prétendus directives reçues dans des rêves.
Il s'enfuit de sa terre natale, Aïn Roua, pour échapper aux soldats ottomans. Accueilli par une tribu berbère rebelle aux Turcs, il s'installe et fonde un lieu qu'il nomme "Krima" (la généreuse) en reconnaissance de la générosité de ses hôtes. Nacer Al Khaloufi devient le chef de la tribu, éducateur des générations à venir et médiateur dans les conflits locaux.
Le village de Krima, fondé par Nacer Al Khaloufi, se développe pour devenir un centre vital. Il abrite des prières du vendredi, des célébrations religieuses et des activités artisanales, comme la forge et la menuiserie.

#### Allégeance au Sahel Guebli
Le Sahel Guebli est une confédération tribale située dans le nord-ouest de la wilaya de Sétif composé d'un ensemble petites tribus et qui s'est formée durant l'ère ottomane.
Le Sahel Guebli est composé de 18 tribus inféodées à la famille Ben Ouari. Cette famille exerce son autorité, notamment grâce aux Ouled El Khelf. Le but de cette confédération est de collecter l'impôt aux populations vivant dans les régions enclavées.

### Période coloniale française
Les Ouled El Khelf participent à la résistance contre l'invasion coloniale française notamment lors de l'insurrection de 1871, lorsque les troupes du Sahel Guebli ont affronté l'armée du général Saussier.
Leur lutte durera trois mois et se soldera par une lourde défaite et entrainera une soumission des caïds du Sahel Guebli au gouvernement français.

### Guerre d'indépendance

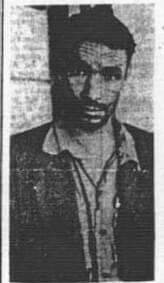
Naserdine Abdelhamid.

Dans le contexte de la Guerre d'Indépendance, Shahid Naserdine Abdelhamid, originaire des Ouled El Khalf à Krima, Draa Kebila, occupe une place significative. Étudiant sous la tutelle de Ben Badis à Constantine, il est notable pour être le premier individu de l'est algérien à être condamné à mort en 1956 au cours de cette lutte nationale pour l'indépendance.

## Personnalités notables
Voici une courte liste de personnalités notables faisant partie des Ouled El Khelf :
- Cheikh Sidi Nasser Al Khalfi Ben Omar Al Sharif, fondateur de la tribu
- Cheikh Nasser Adin, savant important de Krima appartenant aux Ouled El Khelf
- Ahmed Hasniou, cheikh des Ouled El Khelf[13]
- Shahid Naserdine Abdelhamid, premier martyr chahid dans tout l'est algérien.